# Hystrix javanica
Hystrix javanica là một loài động vật có vú trong họ Nhím lông Cựu Thế giới, bộ Gặm nhấm. Loài này được F. Cuvier mô tả năm 1823.